# Società di investimento
Una società di investimento è un istituto finanziario che si occupa principalmente di detenere, gestire e investire in titoli. Negli Stati Uniti tali società sono regolamentate dalla U.S. Securities and Exchange Commission e devono essere registrate ai sensi dell’Investment Company Act del 1940. Le società di investimento investono denaro per conto dei loro clienti che, in cambio, partecipano ai profitti e alle perdite.
Le società di investimento sono concepite per investimenti a lungo termine e non per il trading a breve termine.
Le società di investimento non comprendono le società di brokeraggio, le compagnie di assicurazione o le banche.
Nel diritto dei valori mobiliari degli Stati Uniti, esistono almeno tre tipi di società di investimento:
- Società di investimento a gestione aperta (fondi comuni di investimento).
- Società di certificati di importo nominale: molto rare
- Società di gestione
- Società di investimento a gestione chiusa (fondi chiusi)
- UIT (Unit Investment Trust): emettono solo quote rimborsabili
- Fondi negoziati in borsa (ETF)

In generale, ognuna di esse deve essere registrata ai sensi del Securities Act del 1933 e dell’Investment Company Act del 1940. Un quarto e meno conosciuto tipo di società di investimento ai sensi dell’Investment Company Act del 1940 è la Face-Amount Certificate Company.
Le società di investimento non devono essere confuse con le piattaforme di investimento come eToro, Robinhood e Fidelity ed E-Trade. Queste ultime sono servizi o strumenti digitali che consentono agli investitori di accedere e gestire vari strumenti finanziari come azioni, obbligazioni, fondi comuni di investimento, fondi negoziati in borsa (ETF), opzioni, futures, criptovalute e immobili.
Un’importante tipologia di società che non rientra nell’Investment Company Act 1940 è rappresentata dalle società di investimento private, ossia società private che effettuano investimenti in azioni o obbligazioni ma limitatamente a un massimo di 250 investitori e non sono regolamentate dalla SEC. Tali fondi sono spesso composti da investitori molto facoltosi.
Le società di investimento che scelgono di registrarsi ai sensi dell’Investment Company Act del 1940, o qualsiasi fondo di investimento soggetto a una regolamentazione simile in una diversa giurisdizione, sono considerate fondi regolamentati. Ciò garantisce una certa protezione e supervisione nei confronti degli investitori. I fondi regolamentati sono normalmente soggetto a restrizioni sulla tipologia e sugli importi degli investimenti che il gestore del fondo può effettuare. In genere, i fondi regolamentati possono investire solo in titoli quotati e non più del 5% del fondo può essere investito in un singolo titolo. La maggior parte delle società di investimento sono fondi comuni di investimento, sia in termini di numero di fondi che di attività gestite.

## Fondi regolamentati
L’International Investment Funds Association definisce i fondi regolamentati come strumenti aperti di investimento collettivo soggetti a una regolamentazione sostanziale. I fondi aperti consentono agli investitori di acquistare nuove azioni o di riscattare quelle esistenti su richiesta.
Negli Stati Uniti, i fondi regolamentati comprendono non solo i fondi comuni di investimento aperti e i fondi negoziati in borsa, ma anche i fondi comuni di investimento e i fondi chiusi.
In Europa, i fondi regolamentati comprendono gli OICVM (Organismi di Investimento Collettivo in Valori Mobiliari) come gli ETF e i fondi del mercato monetario, nonché i fondi di investimento alternativi noti come FIA.
In molti Paesi, i fondi regolamentati possono includere anche fondi istituzionali limitati a investitori non al dettaglio, fondi che offrono garanzie sul capitale e fondi immobiliari aperti che investono direttamente in attività immobiliari.

## Storia
Le origini delle società d’investimento risalgono alla fine del 1700 in Europa, quando un mercante olandese creò uno dei primi trust d’investimento per consentire ai piccoli investitori di mettere in comune il proprio denaro e diversificare. Nell’Ottocento, in Inghilterra, nacque l’“investment pooling” con trust che, nella loro struttura, somigliavano ai moderni fondi d’investimento. Ad esempio, il Foreign and Colonial Government Trust, costituito a Londra nel 1868, offriva ai piccoli investitori i vantaggi della diversificazione precedentemente disponibili solo per gli investitori più facoltosi.
Lo Scottish American Investment Trust, fondato nel 1873, fu uno dei primi fondi a investire in titoli americani e a contribuire al finanziamento dell’economia statunitensedopo la guerra civile. In questo modo si stabilì un legame tra i modelli di fondi britannici e i mercati statunitensi. Il primo fondo comune di investimento, o fondo aperto, fu introdotto a Boston nel 1924 dal Massachusetts Investors Trust. Introdusse importanti innovazioni come l’offerta continua di azioni, il rimborso delle azioni e politiche di investimento chiare.
Il crollo del mercato azionario del 1929 e la Grande Depressione ostacolarono temporaneamente i fondi di investimento. Ma le nuove normative sui titoli degli anni ‘30, come il Securities Act del 1933, ripristinarono la fiducia degli investitori. Numerose innovazioni hanno poi agevolato una crescita costante delle attività e dei conti delle società di investimento nel corso dei decenni.

## Legislazione sui titoli

### L'Investment Company Act del 1940
L’Investment Company Act del 1940 regolamenta la struttura e le operazioni delle società di investimento. Richiede la registrazione e l’informativa per le società con più di 100 investitori. La legge disciplina il capitale delle società di investimento, la custodia delle attività, le transazioni con le affiliate e i doveri del consiglio di amministrazione dei fondi.

### Legge sui consulenti per gli investimenti del 1940
L’Investment Advisers Act del 1940 regolamenta i consulenti per gli investimenti dei fondi registrati e per altri consulenti di grandi dimensioni. Stabilisce la registrazione, l’obbligo di tenuta dei registri, le relazioni e altri requisiti a cui devono sottostare i consulenti.

### Legge sulla borsa valori del 1934
Il Securities Exchange Act del 1934 regolamenta la negoziazione, l’acquisto e la vendita di titoli, comprese le azioni di società di investimento. Regolamenta i broker-dealer che vendono le azioni dei fondi. Nel 1938 ha autorizzato la creazione di organizzazioni di autoregolamentazione come la FINRA per la supervisione dei broker-dealer.

### Il Securities Act del 1933
Il Securities Act del 1933 prevede che le offerte di titoli pubblici, comprese quelle di azioni di società di investimento, siano registrate. Inoltre, impone agli investitori di ricevere un prospetto aggiornato che descriva il fondo.